# Secret Zoo

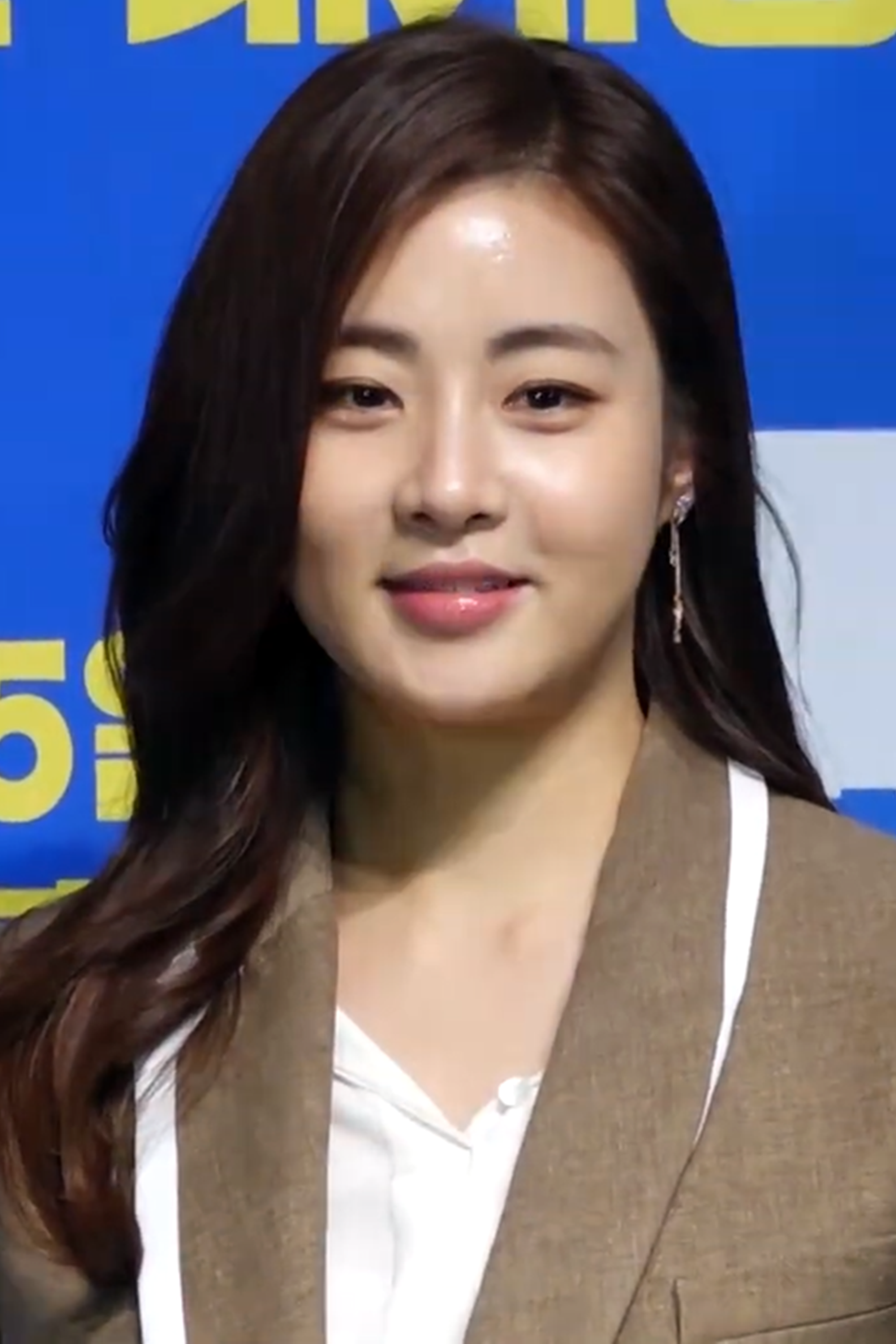
Kang So-ra durante la conferencia de prensa de presentación de Secret Zoo

Secret Zoo (en hangul, 해치지않아; romanización revisada del coreano: Haechiji-anh-a) es una película surcoreana de 2020, coescrita y dirigida por Son Jae-gon a partir del webtoon del mismo título coreano, y protagonizada por Ahn Jae-hong, Kang So-ra, Park Yeong-gyu, Kim Sung-oh y Jeon Yeo-been.

## Argumento
Tae-soo es un modesto abogado que ocupa el último lugar en la jerarquía de un bufete de abogados de renombre con un contrato temporal. Un día sus jefes le asignan una tarea que parece imposible: reabrir un zoológico que, sumergido por las deudas, ha debido deshacerse de casi todos sus animales, salvo un oso polar que no se ha podido vender por sus problemas de conducta. Además, le dan un plazo de tres meses para hacerlo. El personal se ha quedado reducido al deprimido antiguo director, la veterinaria y los dos cuidadores del zoo que no han escapado. En plena deseperación, Tae-soo concibe una idea que parece descabellada: hacer que los cuidadores del zoológico se disfracen de animales.
Uno por uno, los cuatro empleados del zoológico se convierten en un oso polar, un león, un gorilas y un perezoso. Los primeros días tras la apertura transcurren casi sin visitantes, pero cuando Tae-soo, con su disfraz de oso polar, se bebe una lata de coca-cola, alguien lo graba y el vídeo se vuelve viral en Internet. De repente el público vuelve en masa al zoo, y el gran éxito de Tae-soo es recompensado con un trabajo a tiempo indefinido en el bufete de abogados. Pero cuando vuelve allí descubre cuáles eran los verdaderos planes de sus jefes con el zoológico, que debe desaparecer en una lucrativa operación inmobiliaria. Tae-soo debe encontrar el modo de salvar el zoo y también de no perder su empleo.

## Reparto
- Ahn Jae-hong como Kang Tae-soo (oso polar).[4][5][6]
- Kang So-ra como la veterinaria Han So-won (león).[7][8]
- Park Yeong-gyu como el director Seo (oso polar).[9][10]
- Kim Sung-oh como el cuidador Kim Gun-wook (gorila).[11][12]
- Jeon Yeo-been como la cuidadora Kim Hae-kyung (perezoso).[13][14]
- Park Hyuk-kwon como el presidente Hwang.[15]
- Seo Hyeon-woo como el secretario Oh.
- Jang Seung-jo como Sung-min, novio de Hae-kyung.[15][16]
- Park Hyung-soo como el abogado Song.[17]
- Kim Heung-rae como el oso Nariz Negra.
- Lee Hyun-wook como Min Chul-hyun.[18]
- Kim Kyung-min como el dueño del restaurante chino.
- Kim Soo-jin como la abogada Seo.
- Kim Hyun como una empleada despedida.
- Park Yoon-ho como un empleado despedido.
- Park Ki-ryung como un empleado despedido.
- Jo Eun-yoo como la maestra de escuela primaria.
- Susanna Noh como la hermana menor de Tae-soo.
- Lee Eon-jeong como la hermana mayor de Tae-soo.
- Yoo Jung-ho como el hermano mayor de Tae-soo.
- Song Duk-ho como un visitante del zoo.[19]
- Song Yoo-hyun como una mujer coreana en el extranjero.

### Apariciones especiales
- Han Ye-ri como Min Chae-ryung.[20][21]
- Kim Ki-cheon como el director Go, del taller de disfraces Masks.[22]

## Producción
La película está basada en una popular historieta gráfica con el mismo título original, 해치지않아 (lit. «no hagas daño»), escrita por Choi Jong-hun y publicada en internet entre 2011 y 2012. Según el director Son Jae-gon, las dos horas de duración de una película no podían contener todo el webtoon, por lo que el guion sufrió muchas adapataciones. Por ejemplo, se excluyeron casi todos los personajes de aquel para dar lugar a otros nuevos más adecuados al formato. También los animales del webtoon son distintos: hay un elefante y un panda, pero no un gorila.
Secret Zoo supone el regreso al cine del director Son Jae-gon, diez años después de The Villain Upstairs (2010). El rodaje se prolongó del 8 de octubre de 2018 al 19 de enero de 2019. Los actores tuvieron que rodar con trajes de animales que pesaban entre diez y quince kilogramos, dentro de los cuales el calor era intenso y los movimientos difíciles.
La película se presentó a la prensa el 30 de diciembre de 2019 en el Lotte Cinema de la Universidad de Konkuk, en Seúl, con la presencia del director y los cinco protagonistas. El 3 de enero de 2020 se lanzó un vídeo de producción donde se mostraba la preparación de los actores y las escenas.

## Estreno y recepción
Secret Zoo se estrenó en Corea del Sur el 15 de enero de 2020, en la semana precedente a las vacaciones por el Ano Nuevo Lunar. Encabezó la taquilla surcoreana en su primer fin de semana de estreno, con 573 000 espectadores entre los días 17 y 19 de enero y un total acumulado de 813 000. Entre las películas surcoreanas estrenadas en 2020, fue la primera en ser un éxito de taquilla. Al final de su periodo de exhibición llegó a 1 224 726 espectadores en 1216 salas, que dejaron una taquilla de 7 891 276 dólares.
El 24 de enero de 2020 se estrenó también en Estados Unidos.

### Crítica
Panos Kotzathanasis (HanCinema) elogia el ritmo rápido que se adapta muy bien a la narrativa, el color y la fotografía de Lee Seung-hoon, así como los efectos especiales con el oso polar. En cuanto a las actuaciones, destaca el papel de Ahn Jae-hong y los momentos cómicos de sus compañeros de reparto. Concluye Kotzathanasis: «Secret Zoo es una película que tiene como objetivo brindar diversión a su audiencia, y en ese sentido, lo logra al máximo».
Michael Rechtshaffen (Los Angeles Times) escribe al principio de su crítica que «la resistencia puede no ser inútil, pero negarse a uno mismo los encantos amablemente tontos de Secret Zoo de Corea del Sur, una comedia familiar inspirada que le da un nuevo significado a la piel sintética, sería una verdadera lástima».